# Raids (magazine)
Pour les articles homonymes, voir Raids (homonymie).
Raids est un magazine d’actualité militaire française et internationale créé en 1986. 
Il s'adresse aux professionnels et aux retraités des armées et du maintien de l'ordre.